# Maurerhammer

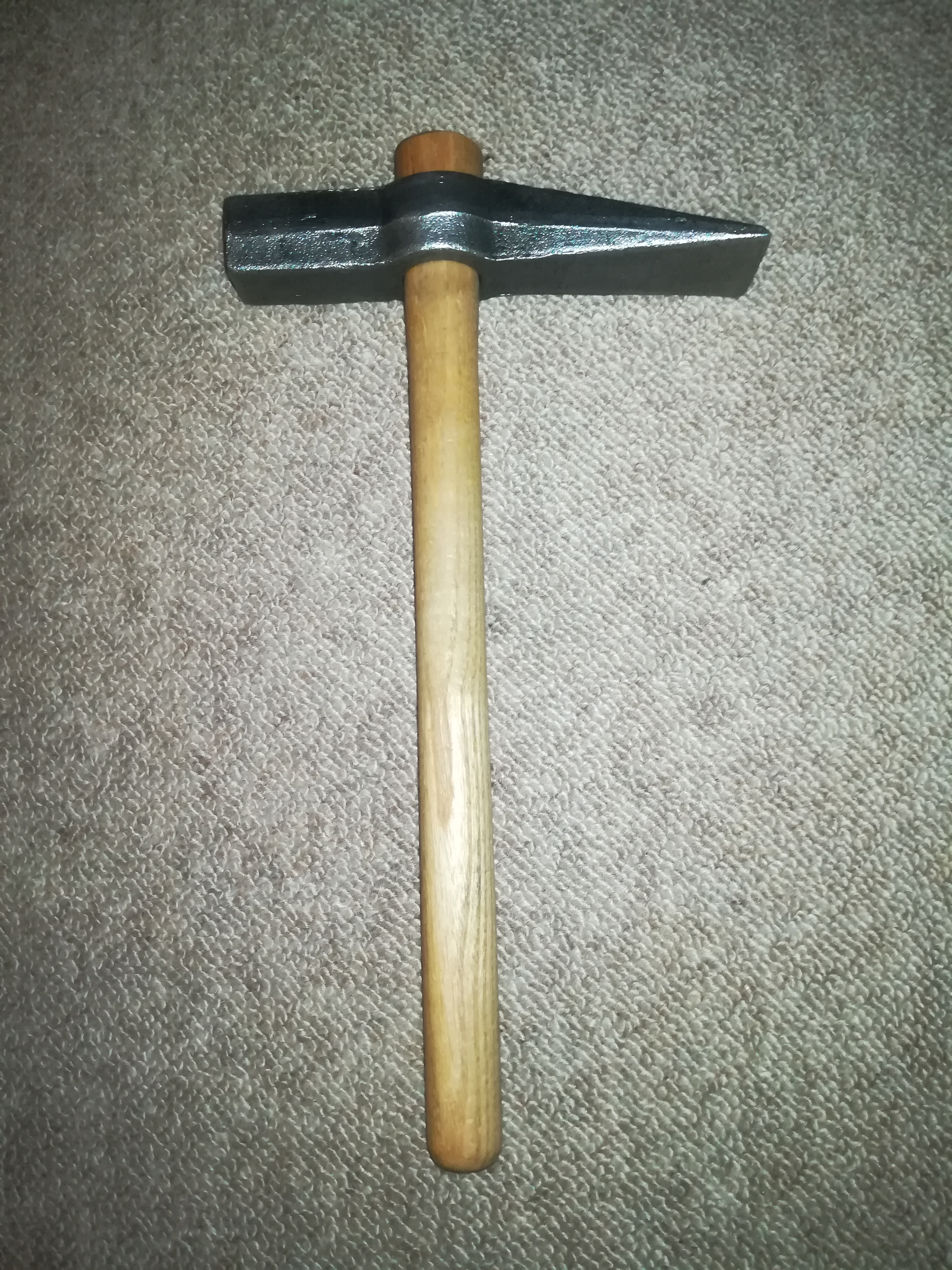
Maurerhammer, rheinische Form, mit Holzstiel aus Esche

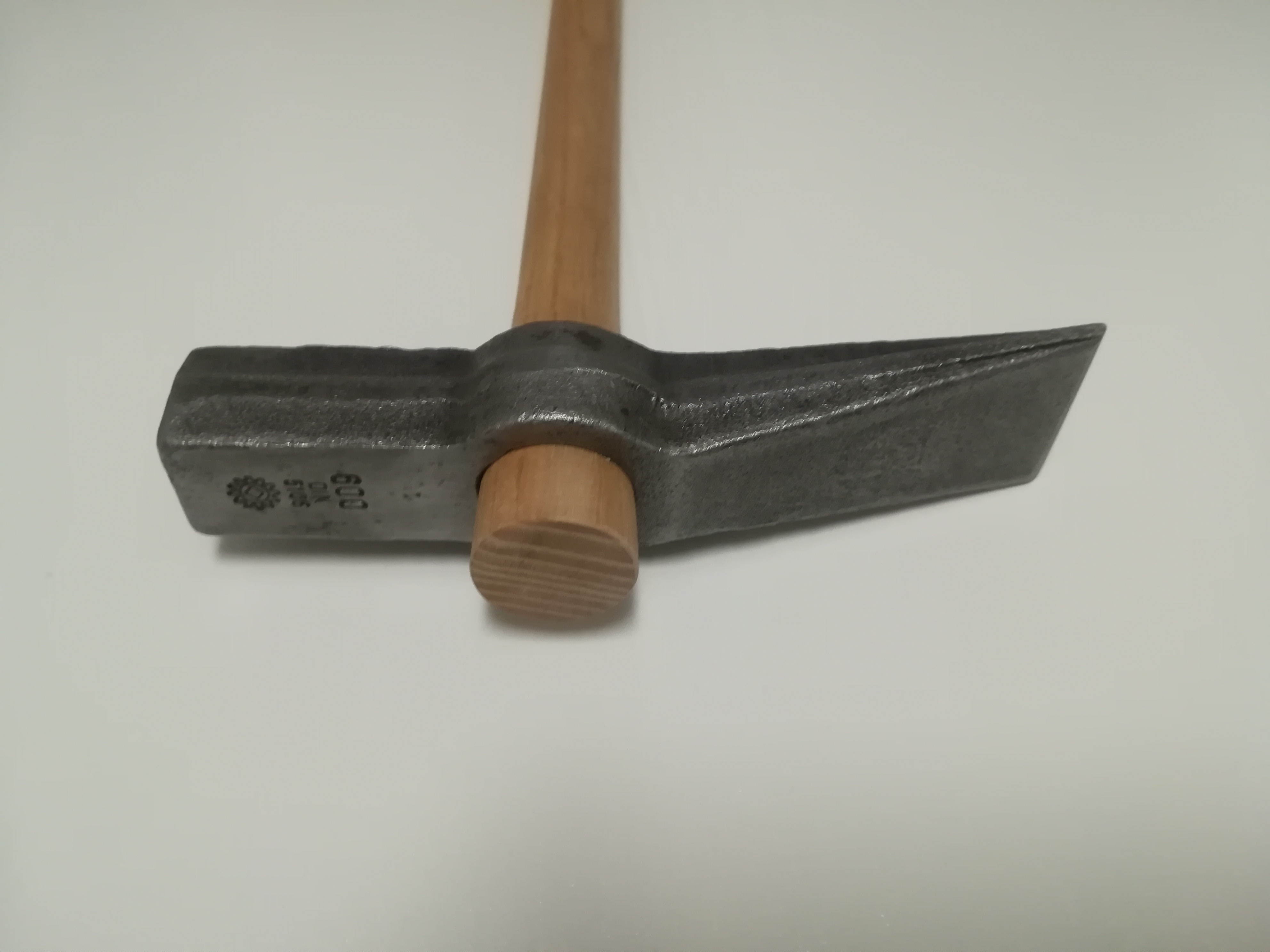
Maurerhammer, rheinische Form, Blick auf Oberseite

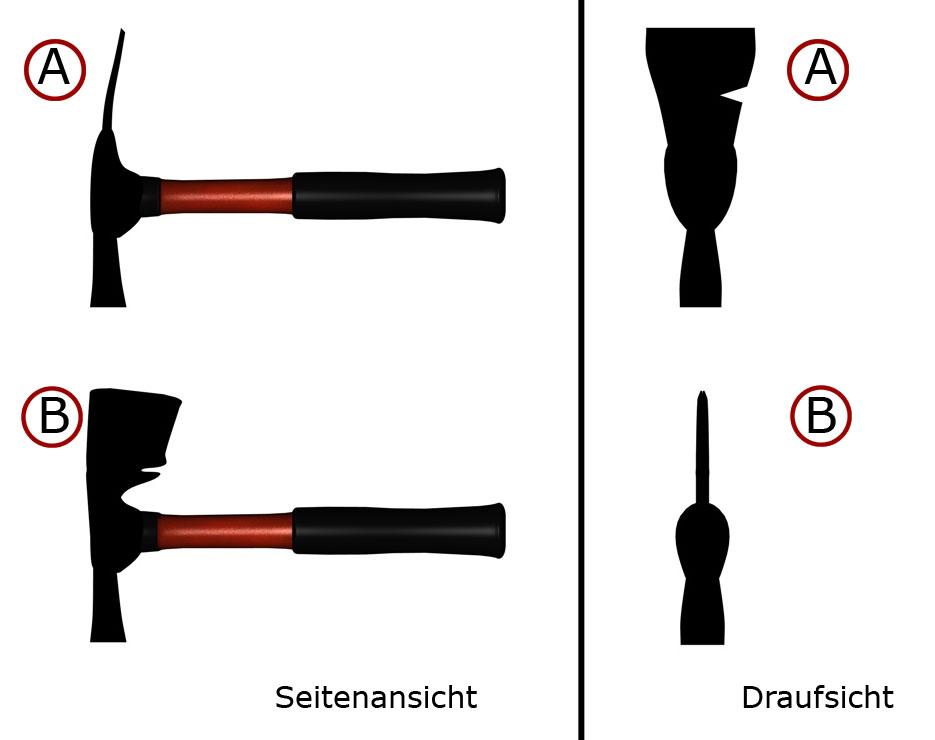
Maurerhammer (A) und Gipserbeil (B) im direkten Vergleich

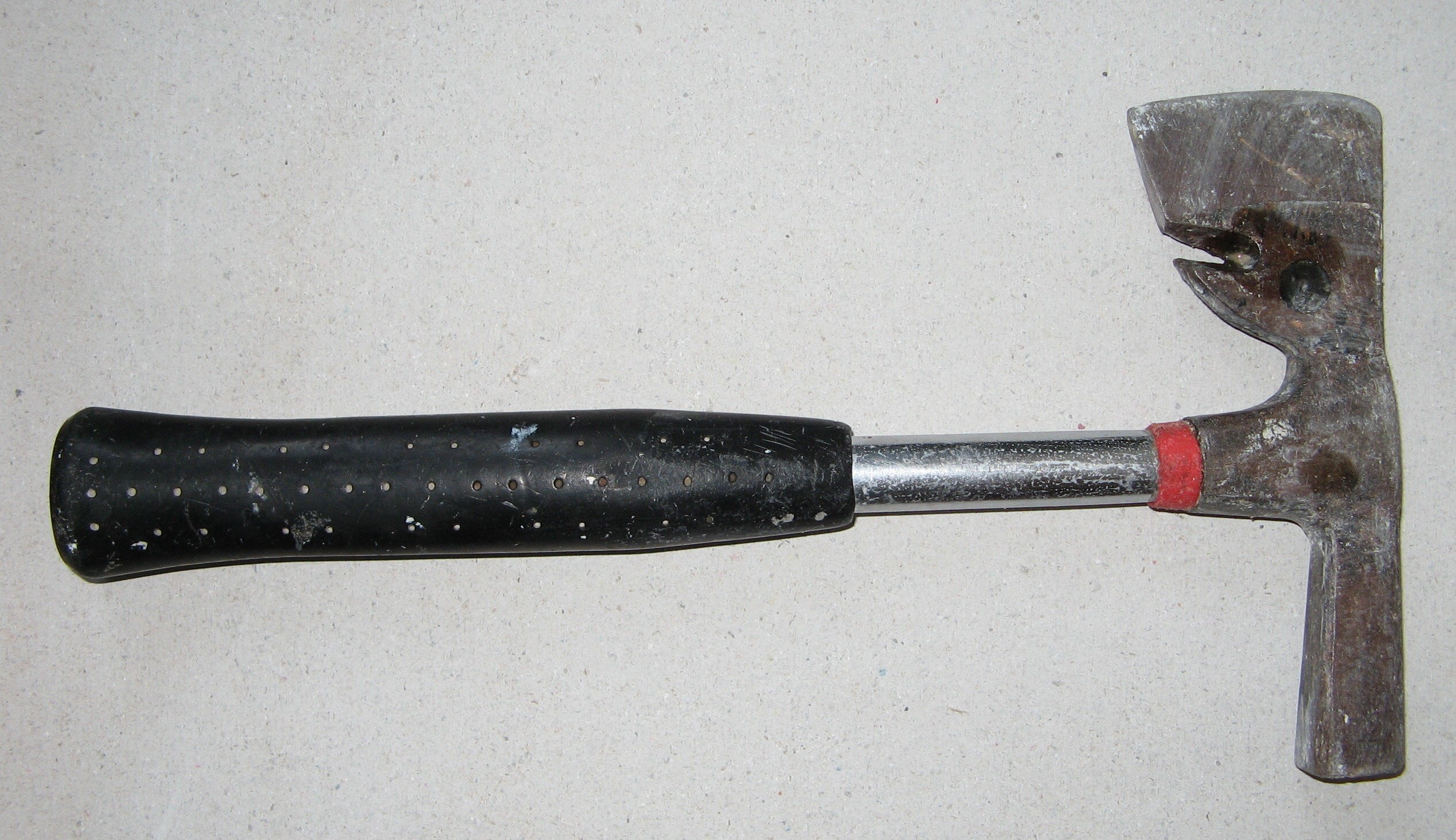
Maurer- oder Gipserbeil

Bronzener Grundsteinhammer, Berliner Form

Der Maurerhammer ist ein spezieller Hammer, mit dem Maurer Steine formgerecht zuschlagen. Dies geschieht mit der scharfen waagerechten Kante an der hinteren Seite des Hammerkopfes. Diese Kante zeichnet den Maurerhammer aus. Die Bahn des Hammerkopfes gleicht der eines Zimmermannshammers, mit dem man ausschließlich Nägel einschlägt beziehungsweise mit der Finne mittels einer Nut auszieht.
Ähnlich ist das Maurer- oder Gipserbeil (auch Hammerbeil), welches statt der waagerechten eine senkrechte ca. 5 cm lange Beilschneide aufweist, die außergewöhnlich stumpf (in etwa 30 Grad) geschärft ist, damit die Schneide durch harte Steine nicht beschädigt wird. Meistens ist das Maurerbeil mit einer Nagelkerbe in der Unterseite der Beilseite ausgestattet, mit welcher man vorstehende Nägelköpfe ziehen kann.
Mit dem Maurerbeil werden hauptsächlich alter Putz abgeschlagen oder Bimssteine (Leichtbetonsteine) bearbeitet. Dabei wird in der Regel mit der Beil- oder Kantenseite mit einem oder mehreren Schlägen eine Riefe und damit Sollbruchstelle in den Ziegel/Stein geschlagen. Dann wird der Stein knapp über der Kante aufgelegt und das abzutrennende Stück mit der Hammerseite abgeschlagen. Bei schmalen Hohlblocksteinen kann im Einzelfall das Stück schon mit der Beil-/Kantenseite abgeschlagen werden. Die richtige Technik für einen sauberen glatten Bruch an der gewünschten Stelle verlangt viel Übung.
Man unterscheidet Maurerhämmer nach der rheinischen und Berliner Form. Das Berliner Modell besitzt eine flachere, aber breitere hintere Seite (Schmalbahn/Finne) und hat einen seitlich angebrachten Nagelheber. Weniger weit verbreitet sind die Münchner, die holländische und die amerikanische Form.
Maurerhämmer mit Holzstiel unterscheiden sich von vielen anderen Hammertypen, z. B. dem Schlosserhammer, auch durch die Einstielrichtung. So wird der Stiel hier von der Oberseite aus eingeführt und dann nur festgeklopft. Da er nach oben hin dicker wird, klemmt er ähnlich wie ein Stopfen oder Korken im runden Stielloch (Auge) fest, auch kann der Hammerkopf so bei schwungvollem Ausholen nicht wegfliegen und muss daher nicht zusätzlich gesichert werden (siehe zweites Bild). Durch diese Methode lässt sich der Hammer schnell und ohne weitere Hilfsmittel aus- und wieder einstielen, was sich bei Nachschärf- und Schmiedearbeiten an verschlissenen Hämmern als praktisch erweist.
Eine Sonderform des Maurerhammers (Berliner Modell) stellt der Grundsteinhammer dar. Hierbei handelt es sich um eine kunsthandwerkliche Nachbildung (oft aus reinem Silber und mit Ziselierungen versehen), mit welcher der Bauherr bzw. Architekt feierlich die Grundsteinlegung begeht.
Sehr ähnlich, aber schlichter, ist der Schürfhammer der Geologen, der nicht zum Nägelziehen konzipiert ist.